# Prix Louis-Marin
Ne doit pas être confondu avec le prix M. et Mme Louis-Marin, ancien prix décerné par l'Académie française.
Le prix M. et Mme Louis Marin est un prix littéraire créé en 1976 à l’initiative de l’Association des écrivains combattants. Il est remis chaque année à l’occasion de l'assemblée générale de l’association.
Le prix Louis Marin est réservé à « une étude sur la connaissance de l’homme. »

## Liste des lauréats
- 1977 - Jean Cazeneuve, Aimer la vie, Le Centurion
- 1978 - Maurice Schumann, Angoisse et certitude, Flammarion
- 1979 - Michel Poniatowski, L'Avenir n'est écrit nulle part, Albin Michel
- 1980 - Gabriel Delaunay, Les feuillets de l'imprévu, Albin Michel
- 1981 - Raymond Triboulet
- 1982 - Thierry Maulnier, L'étrangeté d'être, Gallimard
- 1983 - Pierre de Bénouville, Le sacrifice du matin, Robert-Laffont
- 1984 - Pierre Chenu, L'historien dans tous ses états, Librairie Académique Perrin
- 1986 - Andrée Martin-Pannetier, La Défense de la France. Indépendance et solidarité, Lavauzelle
- 1987 - Jean Becarud, Barrès et le Parlement de la Belle-Époque, Plon
- 1989 - Michel Valentin
- 1990 - Joseph Issoufon-Gonombo, Souvenirs d'un tirailleur sénégalais, L'Harmattan
- 1991 - Jean Callet, L'honneur de commander, Lavauzelle
- 1992 - Alain Griotteray
- 1993 - Pierre Messmer
- 1994 - Michel Droit
- 1995 - Guy Chauliac
- 1996 - Paul Paillole
- 1998 - Philippe de Gaulle, Mémoires accessoires, Plon
- 1999 - Guillaume Piketty, Pierre Brossolette, un héros de la Résistance, Odile Jacob
- 2000 - Jacques Favreau, Nicolas Dufour et Jacques Baumel
- 2001 - Pierre d'Amarzit
- 2002 - Michel Junot
- 2003 - Blandine Berger
- 2004 - Jean Bernard, Dans la prison que France est devenue. Mémoires de Résistance, Albin Michel
- 2005 - Philippe Lamarque, Les très riches heures de l'Algérie, Romain Pages Éd.
- 2006 - Christiane Rimbaud, Pierre Sudreau, Le Cherche-Midi
- 2007 - Ramine Kamrane et Frédéric Tellier pour leur ouvrage On a oublié l’Iran. Un totalitarisme du XXe siècle.
- 2008 - Jacques Lambert, Gen Paul. Un peintre maudit parmi les siens, La Table Ronde
- 2009 - Jean-Christophe Notin, Foch, Perrin
- 2010 - Gilles Lapouge, La Légende de la géographie, Albin Michel
- 2011 - Jean de Viguerie, Le sacrifice du soir. Vie et mort de Madame Élisabeth sœur de Louis XVI, Cerf histoire
- 2012 - Mémona Hintermann et Lutz Krusche, Ils ont relevé la tête, Jean-Claude Lattès
- 2013 - Gérard Bedel, Le général de Sonis, Via Romana
- 2014 - Jean Lopez, Joukov. L'homme qui a vaincu Hitler, Perrin
- 2015 - Marie-Dominique Colas, Le visage des hommes, Lavauzelle
- 2016 - Henri Charpentier, Noël Vandernotte, Atlantica
- 2017 - Pierre Servent, L'Extension du domaine de la guerre, Robert-Laffont